# Archäologisches Museum Dijon

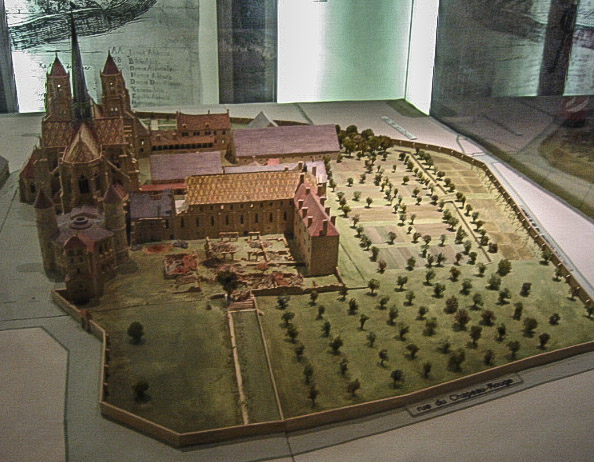
Modell der Abtei Saint-Bénigne im 7. Jh.

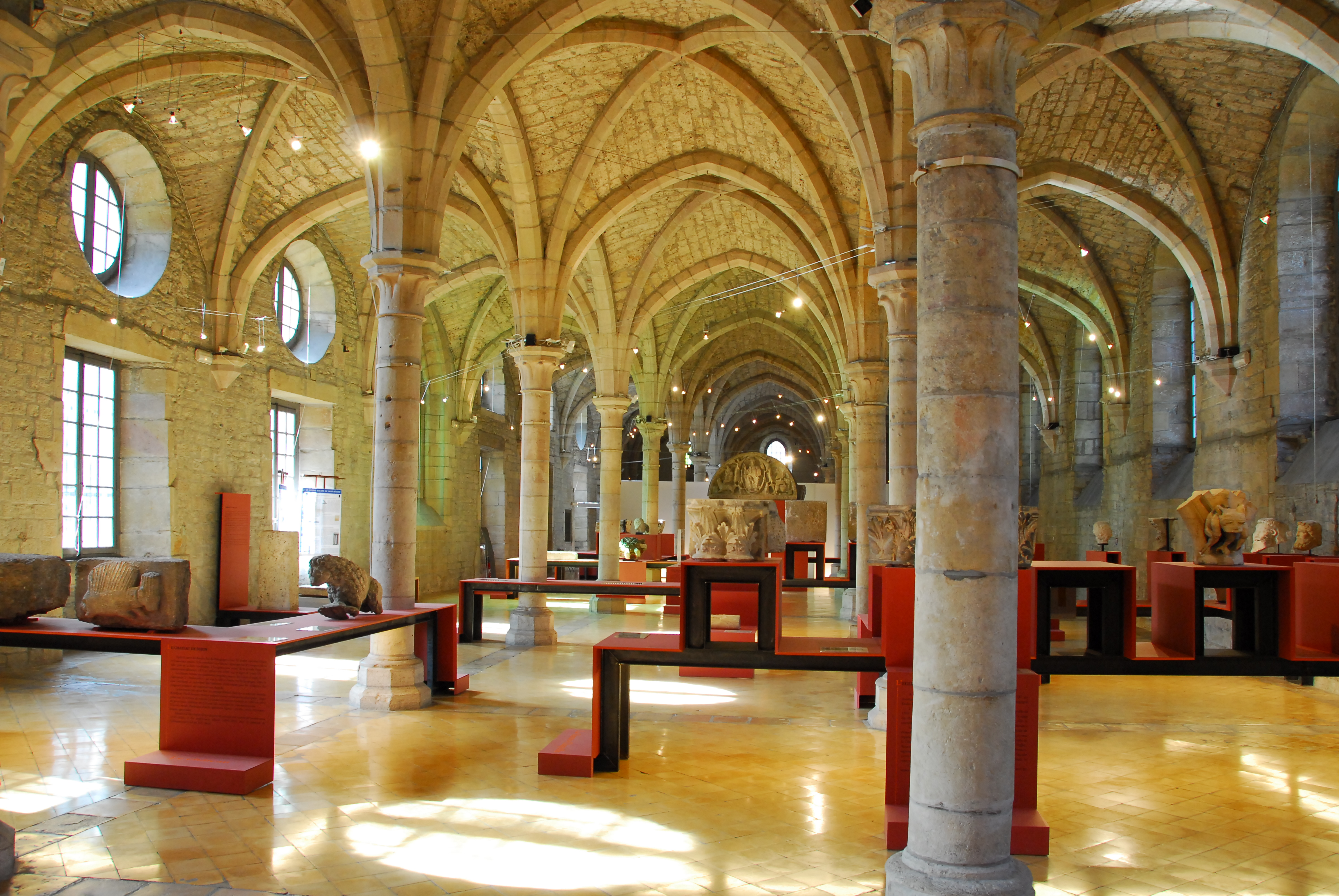
Ausstellungsraum (ehemaliger Schlafsaal)

Das Musée archéologique de Dijon ist ein im Jahr 1832 in Dijon gegründetes Museum der burgundischen Archäologie. Es erhielt die Auszeichnung Musée de France wegen der Sammlung „Mensch in Burgund“ in der Vor- und Frühgeschichte, im römischen Gallien und Mittelalter, sowie Sammlungen zu  sakraler Kunst, frühchristlicher Kunst und christlicher Architektur. Seit dem Jahr 1934 ist das Museum im Hauptflügel der ehemaligen Abtei Saint-Bénigne (6. Jahrhundert) untergebracht.

## Geschichte
Die Geschichte der Sammlungen des Archäologischen Museums von Dijon hat ihren Ursprung Ende des 18. Jahrhunderts. Die Gelehrten und Gelehrtengesellschaften wie der Akademie von Dijon oder der Commission des antiquités du département de la Côte-d'Or (CACO) von 1832, dessen Hauptzweck darin bestand, archäologische Arbeiten durchzuführen, die historische Denkmäler und Möbel der Öffentlichkeit zugängig zu machen und zu bewahren, die an historischen Stätten wie Alesia, Vertault oder Les Bolards (Nuits-Saint-Georges) entdeckt wurden.
Das Museum der CACO war 1832 zunächst im Hôtel Rolin (heute das Archiv des Departements) untergebracht. Es wurden hauptsächlich Skulpturen aus dem antiken Castrum oder von zerstörten Denkmälern von Dijon (Saint-Bénigne, Sainte-Chapelle). Dann, unter dem Zweiten Kaiserreich, bezieht das „Museum der Altertümer“, das insbesondere durch die Ausgrabungen des Heiligtums an der Seine Quelle bereichert wurde, mehrere Räume des Herzogspalastes neben dem Städtischen Museum für Gemälde und Skulpturen (aktuell Museum der Schönen Künste).
Im Jahr 1934 war vom Klostergebäude nur noch der ehemalige Schlafsaal (Dormitorium) übrig; die Sammlungen des Museums wurden dorthin verlegt. Unter der Leitung seiner aufeinander folgenden Kuratoren wurde das Museum im Jahr 1955 von der Stadtverwaltung übernommen und mit seinen Bereicherungen, die sich aus jüngsten archäologischen Operationen und Erwerbungen ergeben, nach und nach in den verschiedenen Ebenen des Gebäudes ausgestellt.
Das Museum bietet heute vielfältige Zeugnisse der Kulturen, die sich auf dem Gebiet der Côte-d’Or und vor allem in Burgund von der Urgeschichte bis zum Mittelalter entwickelt haben.

## Die Ausstellung
Das Museum zeigt Gegenstände aus dem gesamten Burgunder Raum (Dijon, Alesia, Source-Seine, Vertault, Mâlain, Moutiers-Saint-Jean, Curtil-Saint-Seine, Blanot, La Rochepot, Chaume-lès-Baigneux, Étaules, Selongey). Die Ausstellungsstücke sind auf drei Ebenen verteilt, wobei jede Ebene ein eigenes Themengebiet hat.